# Suleviae
Sulevia was in de Keltische mythologie in de Gallo-Romeinse periode een godin, meestal in het meervoud Suleviae vernoemd, vaak ook als Sule(v)is (datief).
Er zijn, wijdverbreid over de Keltische wereld, een veertigtal inscripties gewijd aan Sulevia(e) geattesteerd, vooral geconcentreerd in Noricum, bij de Helvetii, langs de Rijn, en ten slotte ook in Rome. Jufer en Luginbühl onderscheiden de Suleviae van een andere groep meervoudig voorkomende Keltische godinnen, de Matres, en interpreteren de naam Suleviae als "zij die goed regelen/regeren". De Suleviae worden gelijkgesteld met de Matres op een inscriptie uit Colchester, evenals op de meeste inscripties uit Rome; één keer worden zij ook met de Junones gelijkgesteld. Van Andringa interpreteert de Suleviae als "endogene huisgoden vereerd op alle niveaus".
Zie Sulis voor de theorie dat de Suleviae een drie-ene versie van Sulis Minerva waren.
Deze theorie wordt door bepaalde onderzoekers betwist, die geen direct verband zien met Sulis, en daarom van mening zijn dat de naamovereenkomst louter toeval is.
Nog een andere theorie brengt de Suleviae met de Xulsigiae in verband, bekend van een site in Trier, al werd ook deze suggestie betwist.